# KZ Andromedae
Désignations
KZ Andromedae (en abrégé KZ And) est une binaire spectroscopique à double raie située dans la constellation d'Andromède. Sa magnitude apparente varie de 7,91 à 8,03.

## Système
Les deux étoiles sont de la séquence principale avec un type spectral de type K2Ve, ce qui signifie que le spectre montre de fortes raies spectrales. Ceci sont causées par leurs chromosphères actives qui provoquent de grandes taches à leurs surfaces.
Elle est réportoriée dans le catalogue WDS comme le composant secondaire d'un composant secondaire d'un système binaire, le composant principal étant HD 218739. En 50 ans d'observations, il y a peu de preuves du mouvement relatif entre les deux étoiles. Cependant, elles ont un mouvement propre commun et une vitesse radiale similaire.

## Variabilité
La vitesse de rotation des deux étoiles est cohérente avec une rotation synchrone de la paire, et la période de rotation est elle-même comparable à la période de variation de luminosité. L'étoile est donc classée comme une étoile variable de type BY Draconis, et la variabilité est causée par les grandes taches à la surface.